# Platycerus businskyi
Platycerus businskyi là một loài bọ cánh cứng trong họ Lucanidae. Loài này được Imura mô tả khoa học năm 1996.